# Spodoptera littoralis
Spodoptera littoralis, también conocido como rosquilla negra, es un heterócero noctuido muy común en África y Europa meridional.

## Características
Los ejemplares adultos poseen una envergadura alar de 3 a 4,5 cm. Son de color marrón claro pero con múltiples manchas, con dibujos poco definidos a base de gris, negro y blanco como colores predominantes. Las manchas alares son estrechas, poco definidas. Las alas posteriores son blanquecinas y con el borde delantero marrón. 
Los huevos se encuentra en grupos en el envés de las hojas cubiertos con pelos o escamas del abdomen de la hembra; normalmente se encuentran en la parte baja de la planta. Los huevos son casi esféricos, miden unos 0,6 mm de longitud y tienen color amarillo blanquecino. 
Las larvas se arrollan en espiral y se ocultan durante el día en el suelo o entre la hojarasca. Las patas torácicas (3 pares) son negras, mientras que las falsas (5 pares) abdominales son de color marrón oscuro por su cara externa y claras en su cara interna. Tienen una línea media dorsal flanqueada a cada lado por dos franjas rojas amarillentas y puntos pequeños amarillos en segmentos. Se distinguen de otras spodopteras por cuatro manchas triangulares sobre el cuerpo. 
Las pupas se presentan en el suelo dentro de un capullo terroso, donde suelen pasar el invierno. Están provistas de dos ganchos en la parte inferior en forma de 'U' curvados hacia dentro. Su tamaño es de 2 cm.

## Control
Los cultivos principales afectados son los hortícolas, pimiento, tabaco, alfalfa, maíz, algodón, tomate, etc. Comen cualquier parte verde de la planta y los frutos. Las orugas tienen actividad nocturna. Cuando son pequeñas se alimentan de la epidermis de las hojas, las de estadios más avanzados comen toda la hoja, produciendo grandes defoliaciones, pudiendo también roer los tallos llegando a perforar galerías. Las heridas ocasionadas por esta plaga facilitan la entrada de otros patógenos (hongos, bacterias, etc.).